# メンタリスト (舞台芸術)

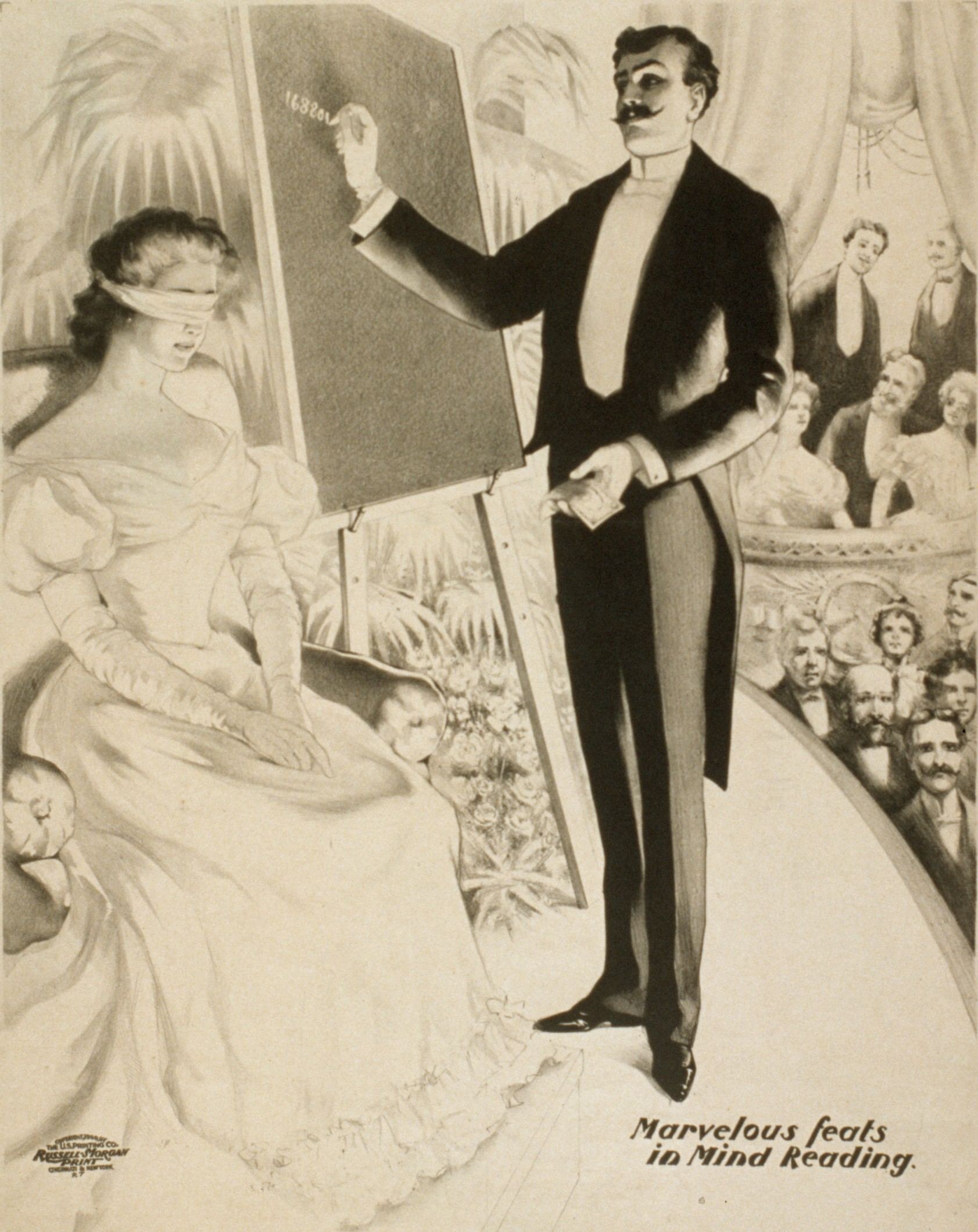
読心術を行うメンタリスト

メンタリズム（英: mentalism）とは、読心術・テレパシーといったメンタルマジックのことで、メンタリスト（英: mentalist）とは、メンタリズムを行うマジシャンのことである。

## 商標登録
「メンタリスト（MENTALIST）」を一般社団法人日本メンタリスト協会が「録画済みDVD・ビデオテープ・ビデオディスク及びCD-ROM，電子出版物」と「印刷物，雑誌，新聞」の区分で2013年1月11日に商標登録した。商標出願人は上田育弘。